# Kiva
Este artículo se refiere al concepto arqueológico. Para la organización sin ánimo de lucro, véase Kiva (Organización).

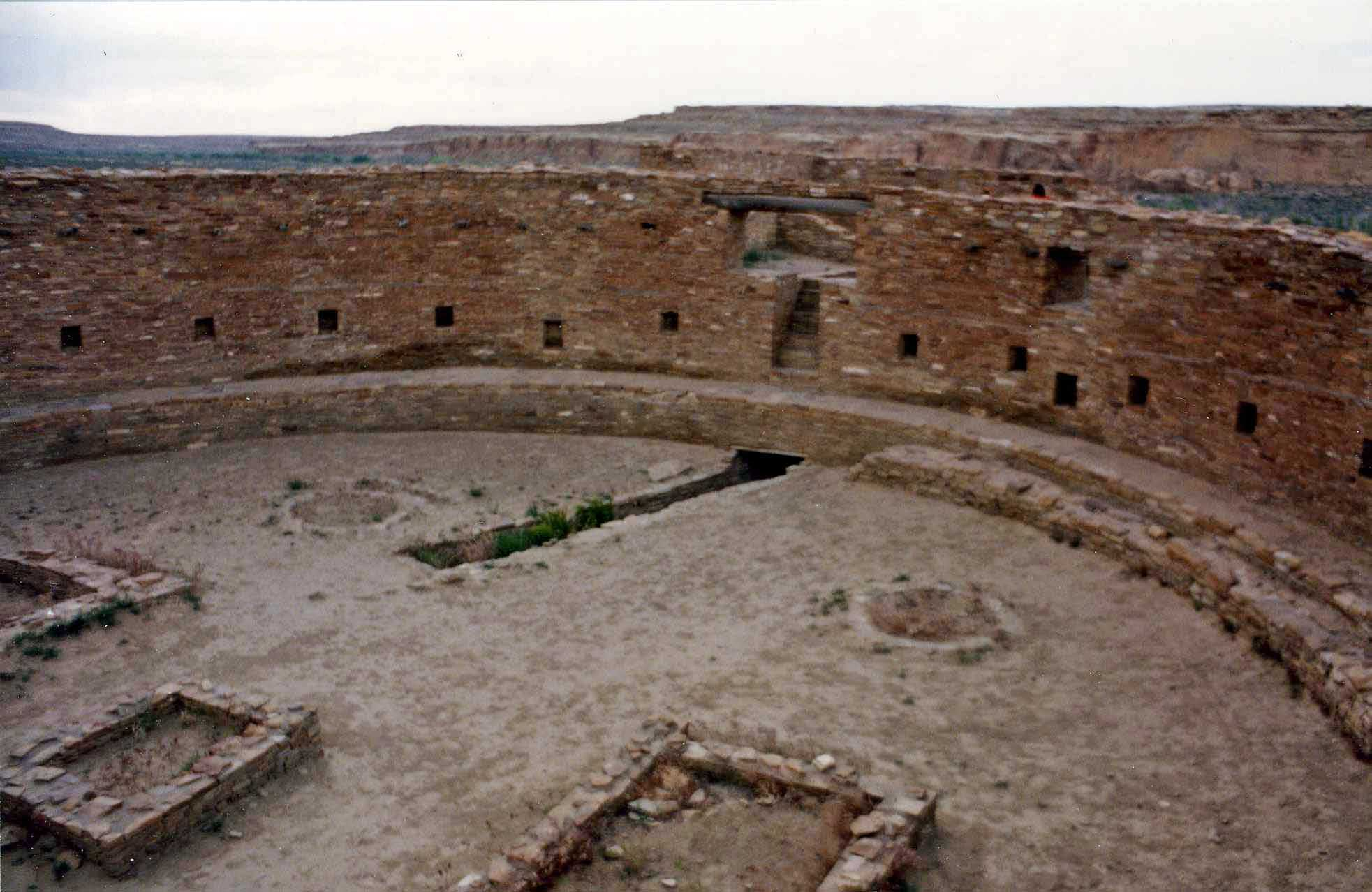
Gran Kiva en el Cañón del Chaco, Nuevo México.

La kiva es una habitación circular, excavada en el suelo y cubierta, usada para celebrar rituales religiosos por las antiguas culturas de los Indios pueblo , (llamados también los anasazi) y sus descendientes modernos. En parte bajo el nivel del terreno, se bajaba por una pequeña escalera para practicar el culto o reunir al consejo del pueblo. En el centro se encendía una hoguera y el humo se escapaba por un tubo de ventilación con deflector. Las kivas más grandes podían alojar a varias centenas de personas sentadas en taburetes de piedra.
En las kivas se realizan las fiestas religiosas reservadas a los hombres de los anasazi, hopi e indios pueblo relacionadas con los ciclos agrícolas. Las grandes kivas del cañón del Chaco tenían un diámetro de 18 metros y estaban divididas en partes según los puntos cardinales.